# Vila Manin
Vila Manin v Passarianu (italijansko Villa Manin di Passariano, furlansko Vile Manin di Passarian) je beneška vila, ki stoji v Passarianu pri Codroipu, v Pokrajini Videm.
Bila je rezidenca zadnjega beneškega doža, Ludovica Manina. Napoleon Bonaparte in Josephine de Beauharnais sta tam živela približno dva meseca leta 1797. Tu so bili izvedeni mnogi intervjuji za podpis pogodbe med Francijo in Avstrijo, znano kot Campoformijski mir (17. oktobra 1797).
Vila Manin je bila obnovljena v 1960-ih. V njej je tudi muzej, od leta 2004 do 2008 pa je bila center sodobne umetnosti in je gostila pomembne mednarodne razstave.

## Zgradba
To je veličasten arhitekturni kompleks, zgrajen v 16. stoletju, na zahtevo furlanskega plemiča Antonia Manina, ki se je ob izgubi oblasti na morju osredotočil na vire, ki jih je ponujalo kopno, osnoval kmetijo in postavil dvorec v njenem središču.
Družina Manin, dokumentirana v Firencah od leta 1000, je prišla v Furlanijo (Oglej in Čedad) kot posledica borbe med gvelfi in gibelini in to vlogo in politiko v Benetkah, ki se bo v celoti razvila v 16. stoletju, ko je Antonio Manin dobil v posest gadaldato Sedegliano in se naselil v Passarianu.
Prvi začetki uporabe vile segajo v leta 1650 in 1660.
V naslednjih letih sta vnuka Ludovico Manin I. in Francesco IV. prevzela projekt, morda je pomagal arhitekt Giuseppe Benone. Prvotni videz vile iz 17. stoletja je bil radikalno drugačen od sedanjega, zaradi sprememb in širitev v 18. stoletju Ludovica II. in Ludovica III. (imenovan Alvise), ki jo je najprej izvedel beneški arhitekt Domenico Rossi (ki je leta 1707 zasnoval trg in po 1718 morda uresničil aktualno veličastno eksedro), nato pa Giovanni Ziborghi, ki je med letoma 1730 in 1740 dvignil barchesse (skedenjska krila). Dvig plemenitaškega osrednjega jedra, zgrajenega po nasvetih Giorgia Massarija, je bil realiziran po letu 1745. Velik vrt (več kot 17 arov) na hrbtni strani se zdi, da je nastal po volji »gospodarja hiše« Ziborghija.
Nečak, Ludovico Manin, ga je kasneje preoblikoval v organski kompleks, ki poleg kmetijskih funkcij odraža tudi željo po družbenem položaju.
Precejšnje intervencije 19. stoletja, še posebej Giannantonio Selva, so spremenile prvotni vrt, ki danes nudi precej zapleten pogled zaradi sprememb in zamenjave iste vrste dreves.
- Tloris kompleksa
- Kip v vrtu

### Kapela svetega Andreja
V kompleksu je tudi kapela svetega Andreja zgrajena v zgodnjem 18. stoletju (1708), delo Domenica Rossija in je zunaj trga, ki meji na barchessa in na vzhodna vrata. Stavba je kvadratna z zaobljenimi vogali (skoraj osmerokotnik). Fasada z zatrepom in dvema paroma stebrov na straneh, je okrašena na robu pedimenta s kipom in marmorno skupino Pietra Baratta. V notranjosti, v zakristiji, sta dva marmorna oltarja Giuseppa Bernardi-Torrettija, v dvorani pa sta dva druga marmorna oltarja z oltarnim nastavkom v reliefu istega umetnika.

### Okras
Tako kot po fini arhitekturi, je vila pomembna tudi po umetniških predmetih iz 18. stoletja. Vila je okrašena s freskami, ki so jih izdelali Ludovico Dorigny, Jacopo Amigoni in Pietro Oretti, slikami Francesca Fontebassa in skulpturami Torrettija.
V sobi na vzhodu je leta 1708 Parižan Ludovico Dorigny poslikal strop v srednjem krogu, Triumf pomladi in štiri manjše ovale, ki ga obkrožajo, z alegorijami Ljubezen, Slava, Bogastvo, Abundantija. Njegova slika, v hladnih in bleščečih barvah poudarja elegantne figure na ozadju jasnega neba in sprejemanju nepremišljenih rešitev (kerubov in nimf na oblakih, ki presegajo okvir), je na splošno akademska in konvencionalna. Na stenah, v črno-belem zlatem ozadju, je nekaj prizorov z Apolonom in Marsom, Venero in Bakhom, Parisova sodba, Panom in Siringo med različnimi alegoričnimi figurami. Slike prikazujejo chiaroscúro francoskega okusa in so navdihnile mladega Tiepola, ki ga je poklical k delu v nadškofiji Videm leta 1726-1730.

## Novejša zgodovina
Leta 1962 je Vila Manin postala lastnica Ente Ville Venete (zdaj deželni inštitut Ville Venete) z ministrskim odlokom javni interes, ki je dovoljeval razlastitev po simbolni ceni 140 milijonov lir: cena stečajne likvidacije glede na stanje zapuščine, v katerem je stala dom zadnjega doža Ludovica Manina.
Inštitut Ville Venete je začela obnovo vile. Vprašanje je bilo namembnost vile ko bo obnovljena, z uporabno površino 1800 kvadratnih metrov in vrtom 19 hektarov. V tem oziru negotovosti je projekt Alda Rizzija (umetnostni zgodovinar in direktor civilnih muzejev v Vidmu), ki je v staro plemiško rezidenco namenil kot prestižno prizorišče velikih umetniških razstav, dosegel korist občine Videm. To idejo je podprla avtonomna dežela Furlanija-Julijska krajina, ki je leta 1969 kupila vilo od Ente Ville Venete. Rizzi, kustos vile od leta 1972 do leta 1993, je organiziral leta 1971 nepozabno otvoritveno razstavo Tiepola (325.000 obiskovalcev) in po potresu leta 1976 ustanovil šolo za obnovo, ki je rešila številne mojstrovine umetnosti.
Vila je bila v letih 2004 in 2008 središče sodobne umetnosti. Gostila je pomembne mednarodne razstave, kot je antologija Giuseppa Zigaina (do 30. avgusta 2009), velika impresionistična razstava "Od Courbeta do Moneta, širjenje realizma in impresionizma v srednji in vzhodni Evropi" (26. september 2009 - 7. marec 2010) ), razstava "Munch in duh severa. Skandinavija v poznem devetnajstem stoletju" (september 2010 - marec 2011).
Vila Manin je bila tudi dom treh slavnih epizod mednarodne televizijske oddaje Igre brez meja (Jeux Sans Frontières): ena leta 1972 in dve v letu 1993. Gostila je turnejo King of Pain Stinga 25. julija 1993. 24. julija 2008 je gostila ameriško rock skupino R.E.M., 28. junija 2010 Motörhead in 17. avgusta 2010 britansko skupino Iron Maiden. 13. avgusta 2012 je gostil koncert Foo Fighters in 26. septembra 2012 koncert Radiohead. 18. junija 2013 je gostila koncert skupine Kiss in 11. julija 2013 koncert skupine Rammstein.
V drugi polovici junija se tu prireja festival naravnih vin Borderwine, leta 2024 že osmi. 

## Zbirke in razstave
Vila Manin vsebuje tudi zanimivo muzejsko območje. Stalne razstave so zbirka starinskih kočij v hlevu in obsežna orožarna z deli iz Casa della Contadinanza v Vidmu; večina njenih 350 sob je bila opremljena s starinskim pohištvom in slikami iz muzeja v Vidmu, vključno s tako imenovanim Napoleonovim dvorcem, kjer se spet slavi cesarja, ki je tu podpisal Campoformijski mir, pogodbo leta 1797.
Vila je gostila pomembne razstave starodavne umetnosti s prestižnimi imeni, kot so Tiepolo, Lombardi, Sebastiano Ricci in drugi, do abstraktne umetnosti Kandinskega leta 2003. Prav tako so pomembne razstave starin, koncertov in konvencij.
Od leta 2004 do leta 2008 je za center za sodobno umetnost v mestu Villa Manin značilen letni program z izmenjavo tematskih razstav z umetniki iz vsega sveta, sodelovanjem z vodilnimi mednarodnimi muzeji, projekti vrtnega kiparstva, razstave, posvečene umetnikom lokalnega območja (Spazio FVG) in različnih drugih dogodkov.